# Golgota (album)
A Golgota a Moby Dick együttes 2003 októberében megjelent tizedik lemeze. Az albumot a Sony Music adta ki. A megszokottól eltérően a dalszövegeket nem egyedül Pusztai Zoltán írta. Öt dalszöveget az ex-Mood, akkoriban Wall of Sleep-frontember Holdampf Gábor jegyez. Az Ámen és a Mennyből az angyal című dalokhoz forgattak videóklipet.

## Az album dalai
| #   | Cím                                 | Dalszöveg      | Zene           | Hossz |
| --- | ----------------------------------- | -------------- | -------------- | ----- |
| 1.  | A Teremtés (Intro) (instrumentális) |                | Jancsó Miklós  | 1:11  |
| 2.  | Te vagy a kezdet                    | Holdampf Gábor | Schmiedl Tamás | 3:10  |
| 3.  | Tornyok omlanak                     | Pusztai Zoltán | Mentes Norbert | 4:14  |
| 4.  | Mennyből az angyal                  | Pusztai        | Mentes         | 2:38  |
| 5.  | Romlás virága                       | Pusztai        | Schmiedl       | 4:06  |
| 6.  | Még ebben a testben                 | Pusztai        | Mentes         | 3:19  |
| 7.  | Hamis törvény jele                  | Holdampf       | Schmiedl       | 2:58  |
| 8.  | Néma harangok                       | Holdampf       | Schmiedl       | 2:39  |
| 9.  | Fekete lyuk                         | Pusztai        | Schmiedl       | 3:46  |
| 10. | Még élünk                           | Pusztai        | Schmiedl       | 3:42  |
| 11. | Kánaán                              | Pusztai        | Schmiedl       | 3:27  |
| 12. | Lezárt szemek                       | Holdampf       | Mentes         | 2:52  |
| 13. | Megfeszítve                         | Holdampf       | Schmiedl       | 4:00  |
| 14. | Csontok felett                      | Pusztai        | Mentes         | 3:42  |
| 15. | Ámen                                | Puszta         | Schmiedl       | 8:08  |

## Közreműködők
- Schmiedl Tamás – gitár, ének
- Mentes Norbert – gitár, szólógitár
- Gőbl Gábor – basszusgitár
- Hoffer Péter – dobok